# João Petra de Barros
João Petra de Barros (Rio de Janeiro, 23 de junho de 1914 — Rio de Janeiro, 11 de janeiro de 1948) foi um cantor de música popular brasileira e personagem da era de ouro do rádio nos anos 30 e 40. Era conhecido e parceiro de boemia de vários compositores, como Noel Rosa, de quem lançou composições que se tornaram clássicos do carnaval.

## Carreira
Irmão de Mário Petra de Barros, também cantor, João ingressou na carreira em 1932, quando começou a cantar no Programa Casé da Rádio Philips. Rapidamente começou a ter fama devido à sua voz que tinha um timbre muito parecido com o de Francisco Alves, o maior cantor daquela época.

## Morte
Às 18h30 do dia 22 de julho de 1946, Petra de Barros viajava no estribo de um bonde quando uma caminhonete da Escola de Aeronáutica, dirigida por Trifino Francisco de Almeida Filho, se chocou com o bonde atingindo o cantor na perna direita; apesar de ter sido levado ao pronto socorro inevitavelmente ele teve a perna amputada.
O cantor não se recuperaria do ocorrido, ele não voltou a gravar depois do ocorrido e, apesar, de ter recebido apoio de muitos amigos (como as irmãs Aurora e Carmen Miranda) ele caiu em depressão o que o levou a tentar suicídio duas vezes até que, infelizmente, em 11 de janeiro de 1948 ele tentou uma terceira vez e conseguiu tirar a própria vida.